# Michel Fromentoux
Michel Fromentoux, né à Annonay le 9 juin 1943, est un journaliste, essayiste et militant royaliste français, membre du mouvement Restauration nationale (RN).

## Biographie
Disciple de Xavier Vallat, il entre à la rédaction d'Aspects de la France en 1970, où il s'occupe d'abord des questions religieuses avant de devenir secrétaire de rédaction en 1972. Durant les années 1970, Fromentoux collabore également à Écrits de Paris, L'Ordre français, Item et Matines. Il a été membre du comité de rédaction de Fideliter et travaille pour les éditions Clovis.
En 1977, il reçoit le prix Saint-Louis de l'Association professionnelle de la presse monarchiste et catholique dont il fait partie (et dont il deviendra vice-président), ainsi que le prix de l'Association des auteurs auto-édités.
Il est également secrétaire général de l'amicale des Ardéchois de Paris.
En 1999, il signe pour s'opposer à la guerre en Serbie la pétition « Les Européens veulent la paix », lancée par le collectif Non à la guerre.
Il a dirigé l'Institut d'Action française. À la mort de Pierre Pujo, il devient le rédacteur en chef de l'Action française 2000. Il s'occupe des chroniques sur la famille et l'enseignement dans chaque numéro. Il collabore également depuis 2011 à Rivarol.
En 2018, il se détourne de l'Action française au profit d'une scission.

## Vie privée
Il est marié à Marie-Françoise Tarder, également rédactrice à Aspects de la France.

## Ouvrages
- Le Pigeonnier : quarante années de décentralisation littéraire et artistique en Vivarais, Annonay, chez l'auteur, 1969 (réimp. 1992)
- Le Roi, pourquoi pas ? suivi de L'Église et l'ordre français, éditions d'Action française, 1973
- L'Illusion démocratique : du catholicisme libéral au progressisme marxiste, NEL, 1975
- Le Pèlerin de la paix, éditions d'AF, 1982
- Réflexions sur la « Nouvelle Droite », éditions d'AF, 1982
- L'École libre vivra, éditions d'AF, 1984
- Hommage aux premiers Capétiens : Hugues Capet, Robert II le Pieux, Henri Ier, Philippe Ier, Louis VI le Gros, Louis VII le Jeune, éditions d'AF, 1986
- L'Adieu au Bicentenaire, éditions d'AF, 1989

### Collectif
- Contributions à : François-Marie Algoud, Actualité et présence de Charles Maurras (1868-1952), t. II, L'altissime au service de la France et de l'Église, préface de Jean-Marie Keller ; autres contributions : Albert André Algoud et François Saint-Pierre, Chiré-en-Montreuil, Éditions de Chiré, 2005.  (ISBN 2-85190-142-7)